# 深红鸡脚参
深红鸡脚参（学名：Orthosiphon rubicundus）为唇形科鸡脚参属下的一个种。产地为尼泊尔、印度、缅甸北部及中南半岛。

## 变种
深红鸡脚参海南变种（学名：O. rubicundus var. hainanensis），又称披针叶直管草，多年生草本。产地为广东海南，生长于荒地。